# C/1665 F1
C/1665 F1 ist ein Komet, der im Jahr 1665 mit dem bloßen Auge gesehen werden konnte. Er wird aufgrund seiner außerordentlichen Helligkeit zu den „Großen Kometen“ gezählt.
Er war Gegenstand der zeittypischen Kometenfurcht, aber auch vieler exakter Beobachtungen, die zum späteren Verständnis des Phänomens und seiner Bahn beitrugen.

## Entdeckung und Beobachtung
Dieser Komet wurde in ganz Europa beobachtet, entdeckt wurde er möglicherweise am Morgen des 27. März in Frankreich, wie Johannes Hevelius berichtet, der ihn selbst mit großer Sorgfalt vom 6. bis zum 20. April in Danzig beobachten konnte. Am 6. April konnte er ihn in der zweiten Nachthälfte bis zur Morgendämmerung mit einem 17° langen Schweif sehen. Im Jahr darauf veröffentlichte er in seiner Cometographia eine detaillierte Beschreibung seiner Bewegung am Himmel, die sich auch im zweiten Band seiner Machina coelestis findet.
Chinesische Beobachter berichteten, dass „ein außergewöhnlicher Stern“ zum ersten Mal am Morgen des 28. März (Ortszeit) gesehen wurde. Am 8. April hatte sich ein Schweif von über 8° Länge ausgebildet, in China wurde er bis zum 16. April beobachtet. Auch in Korea und Japan wurde über den Kometen berichtet.
Der französische Jesuit François-Joseph Le Mercier sah ihn erstmals am Morgen des 29. März in Québec und konnte ihn mit Unterbrechungen bis zum 17. April beobachten.
Adrien Auzout und Pierre Petit beobachteten ihn in Paris von Anfang bis Mitte April und Auzout konnte nach wenigen Beobachtungen bereits eine Ephemeride für die verbleibende Beobachtungszeit aufstellen. Isaac Newton sah den Kometen ab 11. April für vier Tage in London.
Am 25. April ging der Komet für Betrachter auf der Erde im geringen Winkelabstand von etwa 1,2° an der Sonne vorbei, dies konnte aber nicht beobachtet werden. Nach seinem Vorbeigang an der Sonne konnte der Komet dann nicht mehr von der Nordhalbkugel aus gesehen werden.
Der Komet erreichte am 20. April eine Helligkeit von −1 mag.

## Aberglaube
Wie zur damaligen Zeit üblich, wurde auch dieser Komet in einer Flut von Schriften als unheilvoller Vorbote vielfältiger Unglücke und als von Gott gesandte Mahnung und „Zornrute“ angesehen. Erstaunlicherweise findet man in diesen Schriften sowohl astronomisch präzise Darstellungen der Kometenbahn als auch abergläubisch-furchtsame Voraussagen direkt nebeneinander. Dem Kaiser Leopold I. sandte man beim Erscheinen des Kometen eine astrologische Vorhersage, die Überschwemmungen, Sturm, Erdbeben, Untergang von Herrschaften, Schlössern und Städten, Sonnen- und Mondfinsternisse, Krieg usw. prophezeite, und dem Kaiser riet, sich „nach einem wohl gebauten starken Palast oder Residenz umzutun, in einem finsteren Tal gelegen und mit Bergen umgeben, und sich dort 20 Tage aufzuhalten“.
In England verkündete John Gadbury in seiner Schrift De Cometis alle Übel, für die Kometen stehen sollen, indem er ihr ein Gedicht von Guillaume de Saluste du Bartas in englischer Übersetzung voranstellte:

“These Blazeing Starrs! Threaten the World with Famine, Plague, & Warrs: To Princes, Death: to Kingdoms, many Croſses: To all Eſtates, inevitable loſſes! To Herds-men, Rot; to Plowmen, haples Seaſons: To Saylors, Storms; to Cittyes, Civill Treaſons.”

„Diese lodernden Sterne! Die Welt bedrohend mit Hungersnot, Seuche und Kriegen. Den Prinzen Tod. Den Königreichen viele Not. Allen Gütern unvermeidliche Verluste. Den Viehhütern Verwesung. Den Pflügern unglückliche Jahreszeiten. Den Seeleuten Sturm. Den Städten Hochverrat der Bürger.“

Im Nachhinein wurde dieser Komet unter anderem für die im Jahr seines Erscheinens ausbrechende Große Pest von London und den Großen Brand im Jahr darauf verantwortlich gemacht. Auch der Angriff auf Candia durch die Türken, sowie der Englisch-Niederländische Krieg soll durch den Kometen ausgelöst worden sein.

## Wissenschaftliche Auswertung
In der Mitte des 17. Jahrhunderts waren immer noch die verschiedensten Ansichten über die Natur und vor allem über die Bahnen der Kometen in reger Diskussion. Sogar namhafte Astronomen wie Kepler, Galilei, Cassini und andere hatten nur unklare oder aus heutiger Sicht abwegige Vorstellungen zu diesem Thema. Allerdings gab es durch das Erscheinen der Kometen in den Jahren 1664 und 1665 weitere Fortschritte im Verständnis des Phänomens. Insbesondere festigte sich die Vermutung, dass Kometen keine vergänglichen Naturerscheinungen irdischen Ursprungs sind, und dass sie nicht auf geraden, sondern gekrümmten Bahnen wie die Planeten laufen und somit auch die Möglichkeit zur Wiederkehr besteht.
Frühe Versuche durch Ward, Petit, Auzout, Cassini und Hevelius, solche Kometenbahnen zu beschreiben oder gar zu berechnen, lieferten oft noch fehlerhafte Ergebnisse (z. B. keine Erklärung für rückläufige Bewegung), die auf die Ungenauigkeit der verwendeten Messinstrumente geschoben wurde, deren Ursache aber das zum Teil noch vorausgesetzte geozentrische Weltbild war. Bis zum wahren Verständnis der Kometenbewegung durch Dörffel und Newton sollten noch einige Jahrzehnte vergehen. Die Bahnelemente des Kometen wurden erst 1705 von Edmond Halley aus den Beobachtungen von Hevelius ermittelt.

## Umlaufbahn
Für den Kometen konnte aus 8 Beobachtungen über 14 Tage durch Halley eine unsichere parabolische Umlaufbahn bestimmt werden, die um rund 104° gegen die Ekliptik geneigt ist. Seine Bahn steht damit steil angestellt zu den Bahnebenen der Planeten, er durchläuft seine Bahn gegenläufig (retrograd) zu ihnen. Im sonnennächsten Punkt der Bahn (Perihel), den der Komet um den 24. April 1665 durchlaufen hat, befand er sich mit etwa 15,9 Mio. km Sonnenabstand fast viermal näher an der Sonne als Merkur. Bereits im Juli 1662 war er in etwa 3 ½ AE am Saturn und im September 1663 in etwa 4 AE Abstand am Jupiter vorbeigegangen. Um den 4. April näherte er sich der Erde bis auf etwa 85 Mio. km (0,57 AE) und um den 18. April passierte er die Venus in etwa 96 Mio. km und um den 26. April den Merkur in etwa 33 Mio. km Distanz. Anfang Juni erfolgte noch eine weitere Annäherung an den Jupiter bis auf etwa 4 ¾ AE. In Anbetracht der unsicheren Bahnparameter sind alle angegebenen Kalenderdaten und Distanzen nur als ungefähre Werte zu betrachten.
Aufgrund der unsicheren Ausgangsdaten kann keine Aussage darüber getroffen werden, ob und gegebenenfalls wann der Komet in das innere Sonnensystem zurückkehren könnte.